# Mormont (Berg)
Der Mormont (französisch Haut du Mormont) ist ein 605 m hoher Hügel im Schweizer Kanton Waadt. Dieser zur Gemeinde Eclépens bei La Sarraz gehörende, überwiegend bewaldete Hügelzug ist 4 km lang, im Mittel 1 km breit und ragt bis zu 160 m über die umgebenden Talebenen auf. Erstmals urkundlich erwähnt wird der Name bereits im Jahre 814 als Mauromonte. Während von 1344 bereits der heutige Name überliefert ist, erschienen im 19. Jahrhundert die Bezeichnungen Maurimons und Mauremont. Der Name geht auf den lateinischen Personennamen Maurus zurück und bedeutet demnach Berg des Maurus.

## Geographie
Über den Mormont verläuft die Europäische Hauptwasserscheide zwischen den Einzugsgebieten von Rhein und Rhone. Sie erreicht in der Entreroches-Schlucht, die den östlichen Teil des Mormont durchquert, mit 455 m ü. M. ihren niedrigsten Punkt auf dem Schweizer Staatsgebiet. Als Querriegel bildet der Mormont den südlichen Abschluss der Orbeebene (durch den Nozon und die Orbe zum Rhein entwässert) und trennt sie von der südlich angrenzenden breiten Talniederung der Venoge, die zum Genfersee fliesst. Im Westen wird der Hügelzug von den Kalkplateaus am Jurafuss abgelöst, nach Osten geht er in das Hochplateau des Gros de Vaud über.

## Geologie
In geologisch-tektonischer Hinsicht stellt der Mormont eine Antiklinale des Juras dar, die durch mehrere Bruchlinien gestört ist. Sie setzt sich nach Osten unter den Molassesedimenten des Gros de Vaud fort. Die gelben und beigen Kalksteine des Mormont, die sich mit mergeligen Schichten abwechseln, wurden in der unteren Kreidezeit vor rund 100 Millionen Jahren in einem Flachmeer abgelagert und enthalten verhältnismässig viele Fossilien. Im Pliozän entstand die Mormont-Antiklinale im Zusammenhang mit der Jurafaltung. Die mit der Bildung des Juras einhergehenden tektonischen Prozesse verursachten die komplexe Horststruktur des Hügelzuges. Seine heutige Gestalt erhielt der Mormont mit der glazialen Überprägung durch den eiszeitlichen Rhonegletscher.

## Archäologie
Im Januar 2006 liess der Waadtländer Kantonsarchäologe Denis Weidmann den Mormont von Fachleuten absuchen und machte dabei laut Schweizer Kelten-Spezialisten einen Fund von enormer wissenschaftlicher Bedeutung. Der Mormont war zwischen 120 und 80 v. Chr. eine Kultstätte oder ein Heiligtum der Helvetier, die in Form, Grösse und Reichhaltigkeit in ganz Europa einmalig ist. Vergleichbare Heiligtümer sind aus Gournay-sur-Aronde und Ribemont-sur-Arcy bekannt.
Aus über 250 Gruben und Opferschächten, die in eine Moräne gegraben wurden und deren Tiefe zwischen 0,8 m und 5 m schwankt, wurde Fundmaterial geborgen. Darunter waren Keramik- und Bronzegefässe, Eisenwerkzeuge, Schmuck, Mahlsteine und Münzen. Faunareste belegen die Nutzung der Gruben als Fanum. Bei dem vollständigen Skelett eines großen Pferdes handelt es sich um einen frühen Import aus dem Süden. Menschliche Körper in extremen Positionen, Schädeldepots und Skelettteile weisen auf Rituale der Helvetier am Ende der Eisenzeit hin. Das Bild über die Religion der Kelten konnte aufgrund der zutage geförderten Spuren korrigiert werden.
Die Ausgrabungen bestätigen auch die Zweifel an Julius Cäsars Bericht über den Auszug der Helvetier aus ihrer Heimat im Jahre 58 v. Chr. Sie zeigen für diesen Zeitraum eine ungebrochene Kontinuität und Vitalität des Kultes.
Da der Mormont zur Gewinnung von Kalk für die Zementproduktion freigegeben wurde, konnte nur eine Notgrabung durchgeführt werden. Ursprünglich war vorgesehen, in den Jahren 2006–2009 als nächste Zone die Kuppe des Hügels abzubauen. Damit wäre diese europaweit einmalige Fundstätte der Nachwelt für immer verloren gegangen. Die Ausgrabungen sollten nun bis 2014/15 weitergehen. Die wissenschaftliche Auswertung der Funde ist sehr aufwändig.

## Naturschutz
Als Folge des kalkigen Untergrundes hat sich auf dem Mormont eine bemerkenswerte Flora und Fauna etabliert, weswegen das Gebiet zu den Landschaften und Naturdenkmälern von nationaler Bedeutung gehört.

## Nutzung

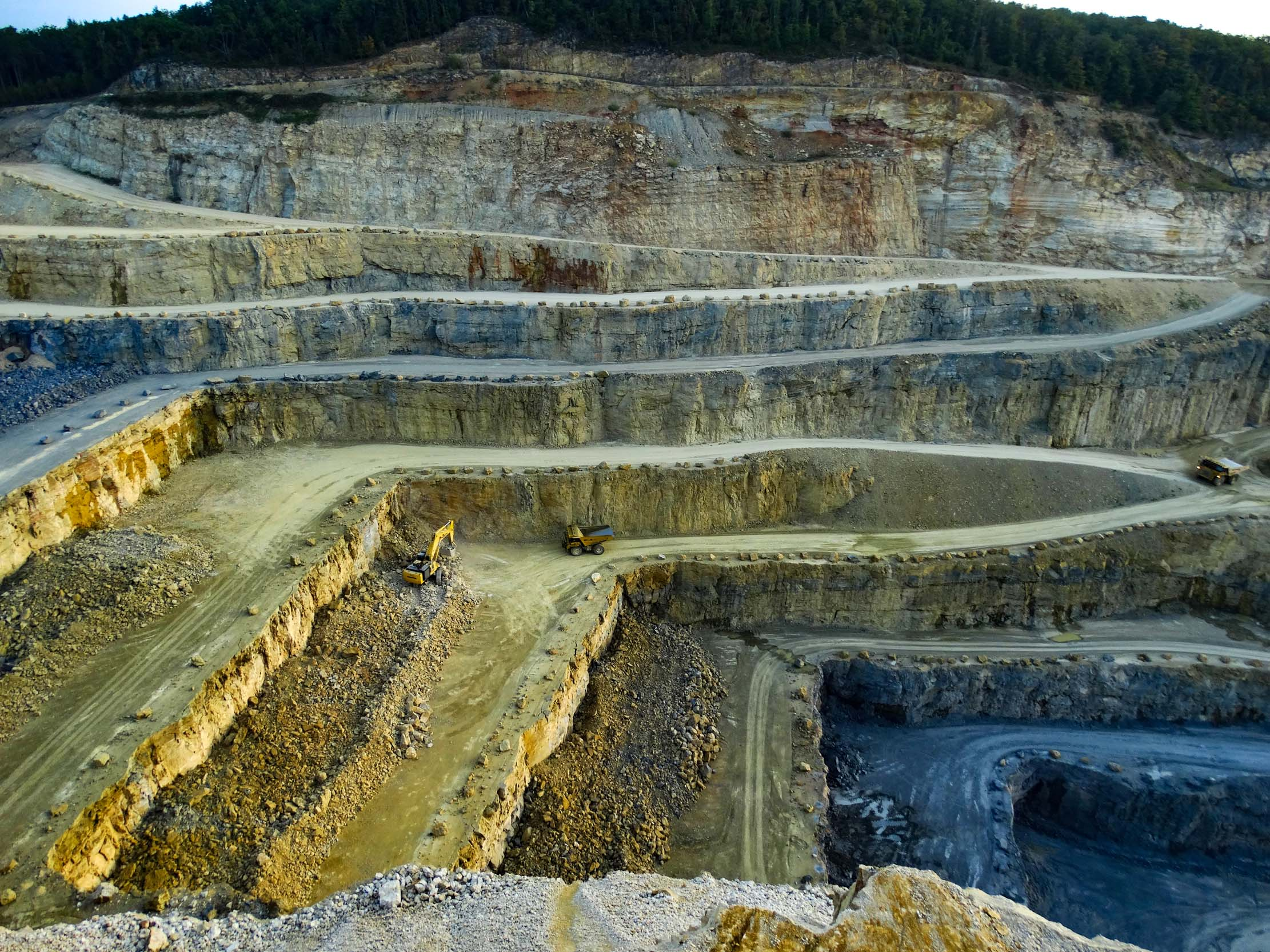
Ansicht des Mormont-Steinbruchs während des Betriebs (2014)

Der Mormont wird von der leicht geschwungenen Entreroches-Schlucht durchquert, einem sehr schmalen Trockental, dessen höchster Punkt nur 10 m höher als die Orbeebene respektive das Venogetal liegt. Durch diese Schlucht wurde von 1638 bis 1648 der Entrerocheskanal zwischen Yverdon und Cossonay gebaut, der eine Wasserstrassenverbindung zwischen Rhein und Rhône herstellen sollte. Weil der Abschnitt der Venoge wegen Geldmangels nicht ausgebaut wurde, hatte der Kanal nie überregionale Bedeutung. Überreste davon sind aber in der Schlucht noch sichtbar.
Im Jahre 1855 wurde die Eisenbahnlinie von Yverdon nach Lausanne eingeweiht, die den Mormont in zwei kurzen Tunnels unterquert; die dazwischenliegende, 100 m lange offene Strecke passiert die Entreroches-Schlucht. Auf dem Gemeindeboden von Eclépens befindet sich eine grosse Kalksteingrube, die heute der Holcim gehört.
Die Firma Holcim, eine Tochtergesellschaft von LafargeHolcim, hat ein neues Gesuch zur Erweiterung der Abbaubewilligung in der Grösse von rund 300'000 m² eingereicht, wovon die Hügelkuppe betroffen wäre, die als Teil der Waadtländer Fauna und Flora ins Bundesinventar der Landschaften und Naturdenkmäler von nationaler Bedeutung (BLN) aufgenommen wurde. Im Juni 2015 beschloss der Grosse Rat des Kantons Waadt, dass die Gipfelzone des Mormont nicht verändert werden darf.
Um gegen den Ausbau des Steinbruchs zu demonstrieren, haben Umweltaktivisten im Oktober 2020 den Mormont mit der ZAD de la colline besetzt; dabei steht ZAD für Zone à défendre («zu verteidigende Zone»). Am 30. März 2021 begannen ungefähr 150 Polizisten mit der Räumung des Geländes. Um die Mittagszeit warfen Aktivisten Steine und Pyrotechnik-Geschosse in Richtung der Polizei. Die Polizei setzte Tränengas und Gummischrot ein. Aufgebaute Barrikaden und Hindernisse mussten von der Polizei wegräumt werden. In Zürich kam es am 30. März zu einer Demonstration von 150 Aktivisten als Protest gegen die Räumung. Die letzten beiden Aktivisten haben das Gelände am 3. April verlassen. Im Januar 2022 wurden ein paar Aktivisten vom Bezirksgericht Nyon verurteilt. Im Oktober 2023 hob das Bundesgericht Urteile der Vorinstanzen auf und der Kanton Waadt muss die Gerichtskosten übernehmen sowie die Aktivisten mit je 1000 Franken entschädigen.

## Film
- Die Dämmerung der Kelten. Dokumentation, Schweiz, 2007, 53 Min., Regie: Stéphane Goël, Produktion: arte, SSR. https://www.youtube.com/watch?v=7DembSfqoTA.